# Viminella sanctaecrusis
Viminella sanctaecrusis is een zachte koraalsoort uit de familie Ellisellidae. De koraalsoort komt uit het geslacht Viminella. Viminella sanctaecrusis werd in 1864 voor het eerst wetenschappelijk beschreven door Duchassaing & Michelotti. 